# Crnoglav
Crnoglav je naseljeno mjesto u općini Neum, Federacija BiH, BiH.

## Stanovništvo

### 1991.
Nacionalni sastav stanovništva 1991. godine, bio je sljedeći:
ukupno: 67
- Hrvati - 67

### 2013.
Nacionalni sastav stanovništva 2013. godine, bio je sljedeći:
ukupno: 24
- Hrvati - 24

## Vanjske poveznice
- Satelitska snimka  Arhivirana inačica izvorne stranice od 14. svibnja 2011. (Wayback Machine)